# Listă de personalități din Craiova
Aceasta este o listă alfabetică a personalităților născute în municipiul Craiova:

## A

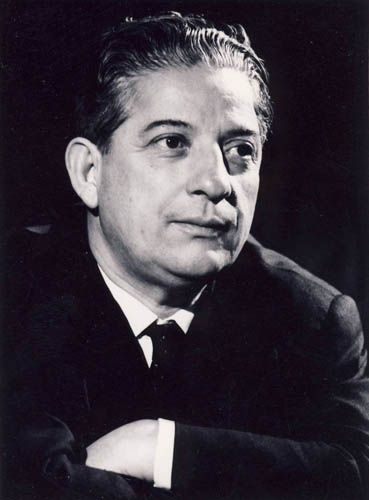
Marcel Anghelescu

- Dorin Anastasiu (1943 - 2021), cântăreț;
- Ion Valentin Anestin (1900 - 1963), artist plastic, jurnalist;
- Constantin I. Angelescu (1869 - 1948), politician, medic, membru al Academiei Române;
- Marcel Anghelescu (1909 - 1977), actor de teatru și film;
- Constantin Argetoianu (1871 - 1955), politician, diplomat, fost premier.

## B
- Corneliu Baba (1906 - 1997), pictor;
- Doina Badea (1940 - 1977), cântăreață de muzică ușoară;
- Viorel Riceard Badea (n.1968), senator
- Radu Barbu (n. 1989), fotbalist;
- Ramona Bădescu (n. 1968), fotomodel, actriță, emigrată în Italia;
- Ștefan Bărboianu (n. 1988), fotbalist;
- Mihai Belu (n. 1979), jurnalist;
- Ioana Măgură Bernard (n. 1948), jurnalistă;
- Mihai Bobocica (n. 1986), sportiv la tenis de masă;
- Mihai Bobonete (n. 1980), actor de stand-up comedy;
- Constantin Borăscu (n. 1974), sportiv la lupte;
- Ștefania Borș (n. 1951), baschetbalistă;
- Miruna Boruzescu (1945 - 2014), creatoare de costume de teatru și film, emigrată în Franța;

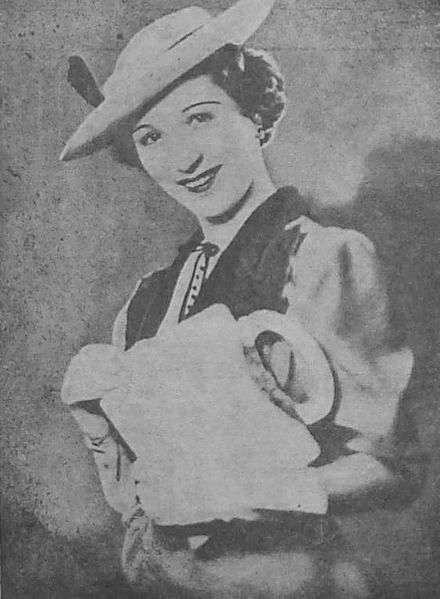
Mia Braia

- Mia Braia (1911 - 1996), cântăreață;
- Nicolae Constantin Brăiloiu (1809 - ?), om politic, fost primar al Bucureștiului;
- Adrian Bumbescu (n. 1960), fotbalist;
- Sever Burada (1896 - 1968), pictor aromân;
- Flavia Buref (1934 - 2016), actriță de film, scenaristă, poetă și realizatoare de emisiuni de televiziune
- Dan Horațiu Buzatu (n. 1961), arhitect, om de afaceri, fost deputat

## C
- Eugeniu Carada (1836 - 1910), economist, om politic,  fondatorul Băncii Naționale a României;
- Aurel Cărășel (n. 1959), profesor, jurnalist, scriitor;
- Alexandru Ciocâlteu (n. 1949), om politic;
- Nicolae Coculescu (1866 - 1952), astronom, fondatorul Observatorului Astronomic din București;
- Sebastian Colțescu (n. 1977), arbitru de fotbal;
- Paul Constant (n. 1895 - 1981), scriitor;

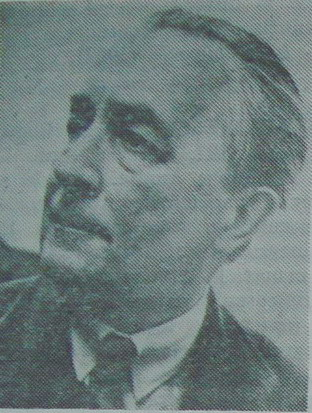
George Constantinescu

- George Constantinescu (1881 - 1965), inventator, om de știință, inginer, părintele teoriei sonicității;
- Nicu Constantinescu (1840 - 1905), om politic;
- Elefterie Cornetti (1831 - 1910), om politic;
- Gabriel Cotabiță (n. 1955), cântăreț de muzică ușoară și pop-rock;
- Cătălin Crăciun (n. 1991), fotbalist;
- Florența Crăciunescu (1955 - 2008), atletă;
- Ion Crăciunescu (n. 1950), arbitru de fotbal.

## D
- Valer Dellakeza (n. 1942), actor;
- Traian Demetrescu (1866 - 1896), poet;
- Mircea Demetriade (1861 - 1914), scriitor, actor;
- Lelia Deselnicu (n. 1973), atletă;
- Mihai Dina (n. 1985), fotbalist;
- Isac Doru (n. 1962), fotbalist;

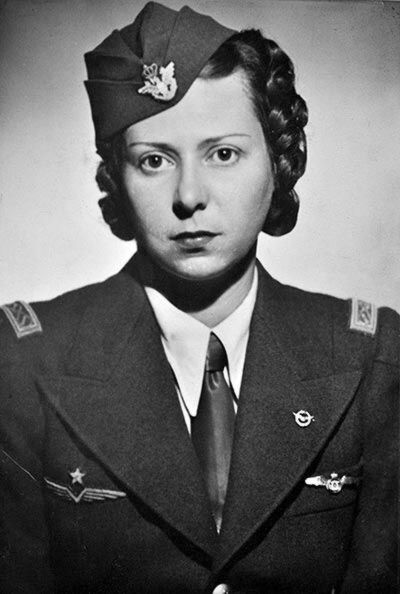
Mariana Drăgescu

- Mariana Drăgescu (1912 - 2013), femeie-aviator militar;
- Constantin Duțu (n. 1949), scrimer.

## E
- Ileana Enculescu (n. 1944), voleibalistă.

## F
- Lucian Filip (n. 1990), fotbalist;
- Vasile Florea (n. 1967), sportiv la tenis de masă;
- Gheorghe Florescu (n. 1928), sportiv la tir;
- Ovidiu Forai (1919 – 1979), wrestler;
- George Fotino (1896 - 1969), jurist, istoric; membru corespondent al Academiei Române;
- Markus Frohnmaier (n. 1991), politician german.

## G
- Roxana Gatzel (n. 1980), handbalistă;
- David Gavrilescu (n. 2003), șahist;

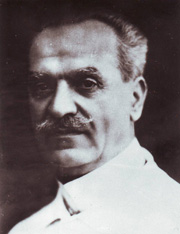
Dimitrie Gerota

- Dimitrie Gerota (1867 - 1939), medic, radiolog, urolog, membru corespondent al Academiei Române;
- Daniel-Sorin Gheba (n. 1978), politician;
- Mihail Ghelmegeanu (1896 - 1984), avocat, om politic, ministru;
- Valentin Ghionea (n. 1984), handbalist;
- Mircea Mihail Ghiorghiu (1953 - 2003), pictor.
- Nicolae Gîju (n. 1943), boxer;
- Cristina Grosu (n. 1976), atletă.

## H
- Roxana Han Gatzel (n. 1980), handbalistă.

## I
- Adrian Ilie (n. 1974), fotbalist;
- Sabin Ilie (n. 1975), fotbalist;
- Adriana Iliescu (n. 1938), profesor universitar, cea mai vârstnică mamă din lume.

## L
- Elizza La Porta (1902 - 1997), actriță germană;
- Alin Lițu (n. 1986), fotbalist.

## M
- Alexandru Macedonski (1854 - 1920), scriitor;
- Horia Macellariu (1894 - 1989), contraamiral, decorat cu Crucea de Fier;

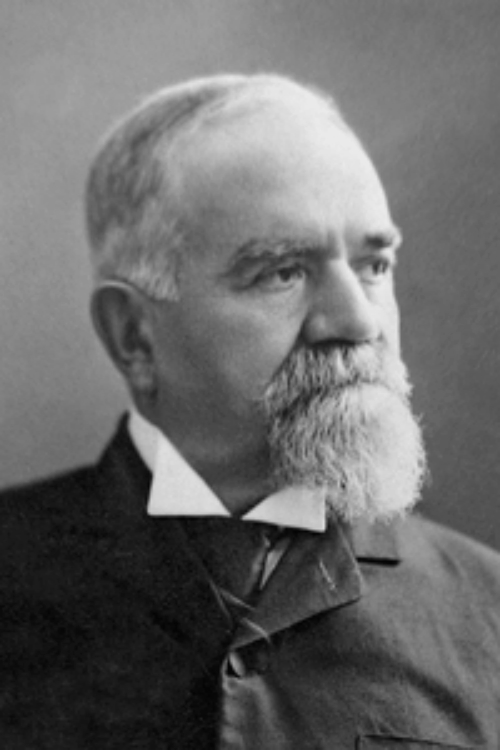
Titu Maiorescu

- Titu Maiorescu (1840 - 1917), academician, avocat, critic literar, eseist, estetician, scriitor, om politic, membru fondator al Academiei Române;
- Iulian Claudiu Manda (n. 1975), politician;
- Alexandru Mandy (1914 - 2005), compozitor de muzică ușoară;
- Ion Marinescu (1930 - 1998), actor, producător de filme;
- Stelian Mateescu (1903 - 1976), scriitor, filozof;
- Iuliana Măceșeanu (n. 1981), scrimeră;
- Anca Măroiu (n. 1983), scrimeră;
- Gaby Michailescu (1910 - 2008), impresar de teatru, cronicar dramatic și memorialist;
- Nicolae Mihăilescu (n. 1965), scrimer;
- Marian Miluț (n. 1955), politician, om de afaceri;
- Alexandru Mitru (1914 - 1989), prozator;
- Daniel Mitruți (n. 1977), arbitru de fotbal;
- Ludovic Mrazec (1867 - 1944), geolog, membru titular al Academiei Române.

## N
- Ionuț Năstăsie (n. 1992), fotbalist;
- Manu Nedeianu (1906 - 1983), actor;
- Traian Negrescu (1900 - 1960), inginer, membru titular al Academiei Române;

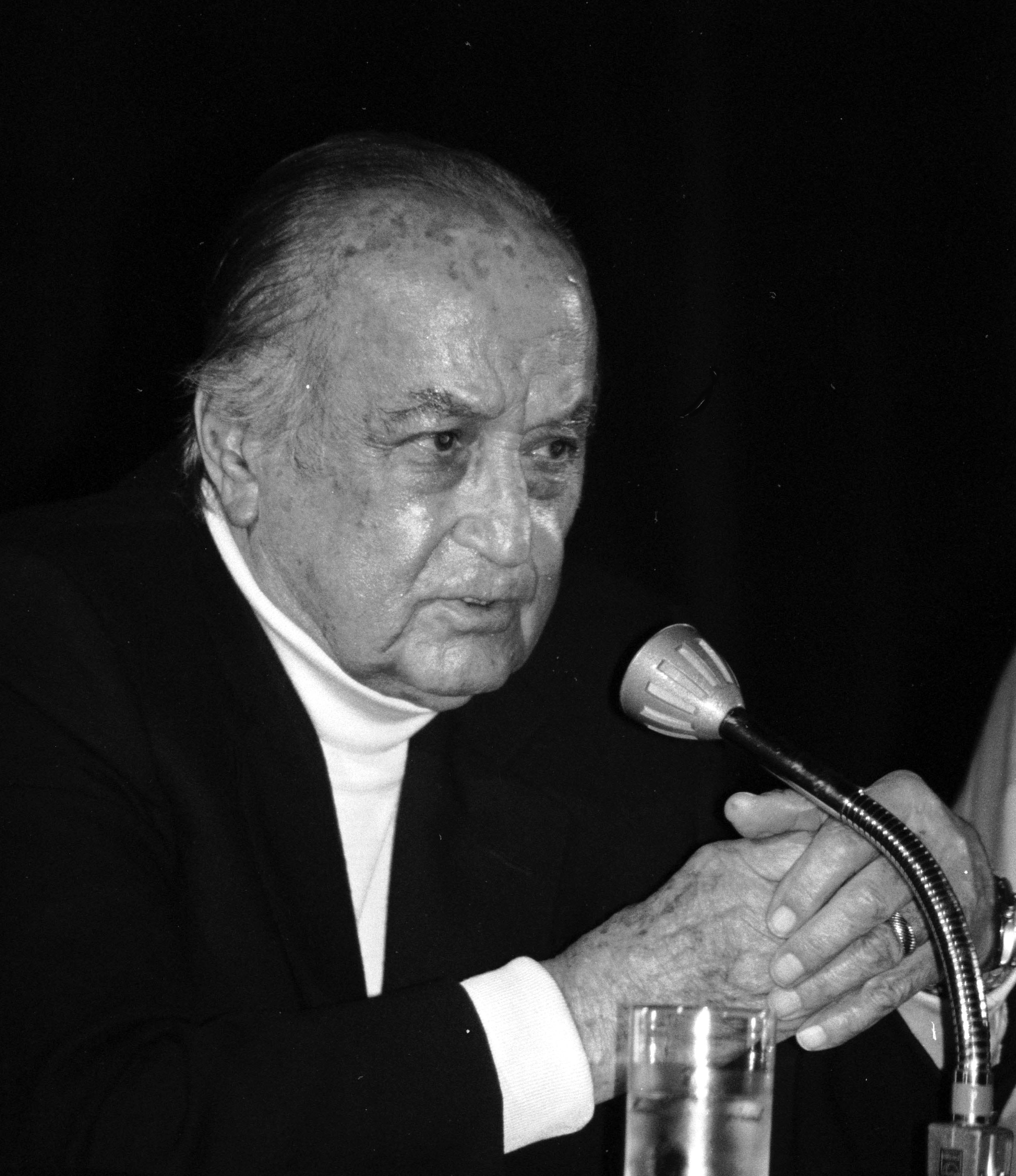
Jean Negulesco

- Jean Negulesco (1900 - 1993), pictor, regizor de film, scenarist, producător de film;
- Angelo Niculescu (1921 - 2015), fotbalist, antrenor;
- Gheorghe Niculescu (1923 - 1995), ofițer, medic, membru de onoare al Academiei Române;
- Constantin Nisipeanu (1907 - 1999), poet suprarealist.

## P
- Andreea Păduraru (n. 1972), regizoare;
- Andreea Părăluță (n. 1994), fotbalistă;

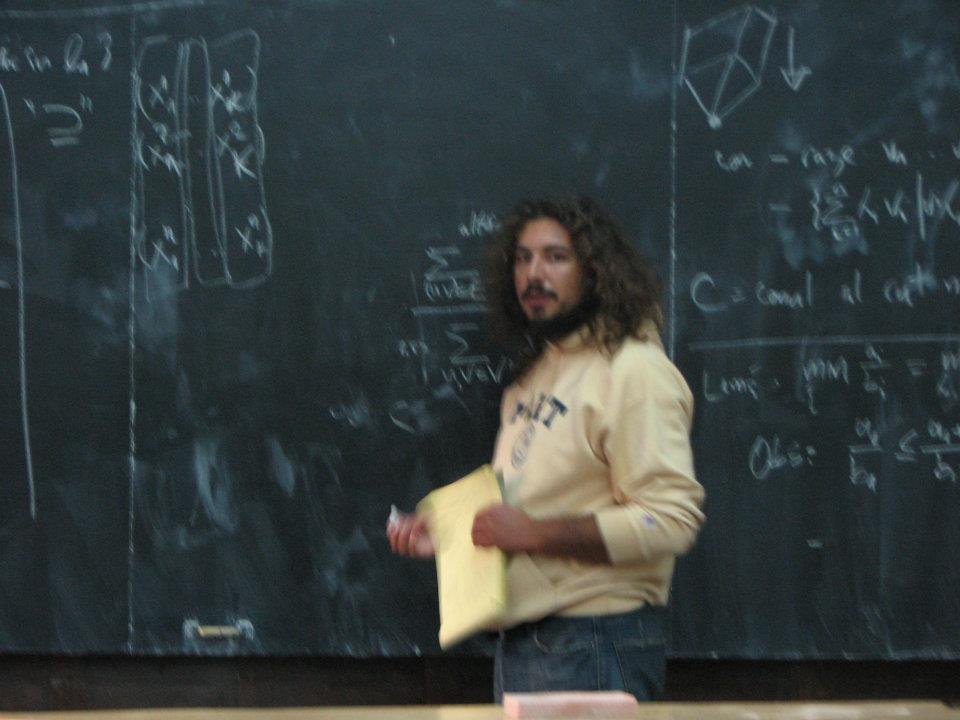
Mihai Pătrașcu

- Mihai Pătrașcu, (1982 - 2012), informatician;
- Nicolae Petrescu-Găină (1871 - 1931), caricaturist;
- Dionisie M. Pippidi (1905 - 1993), arheolog, epigrafist, istoric, membru titular al Academiei Române;
- Silviu Ploeșteanu (1913 - 1969), fotbalist, antrenor;
- Hortensia Popescu (1895 - 1972), pictoriță;
- Virgil Popescu (n. 1955), compozitor, instrumentist.

## Q

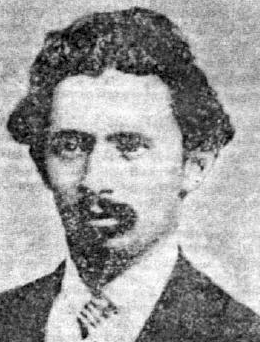
Nicolae Ch. Quintescu

- Nicolae Ch. Quintescu (1841 - 1913), critic literar, filolog, traducător, membru al Academiei Române.

## R
- Ionuț Rada (n. 1982), fotbalist;
- Maria Radu (n. 1959), atletă;
- Claudiu Răducanu (n. 1976), fotbalist;
- Aurelian Roșca (n. 1967), antrenor de handbal.

## S

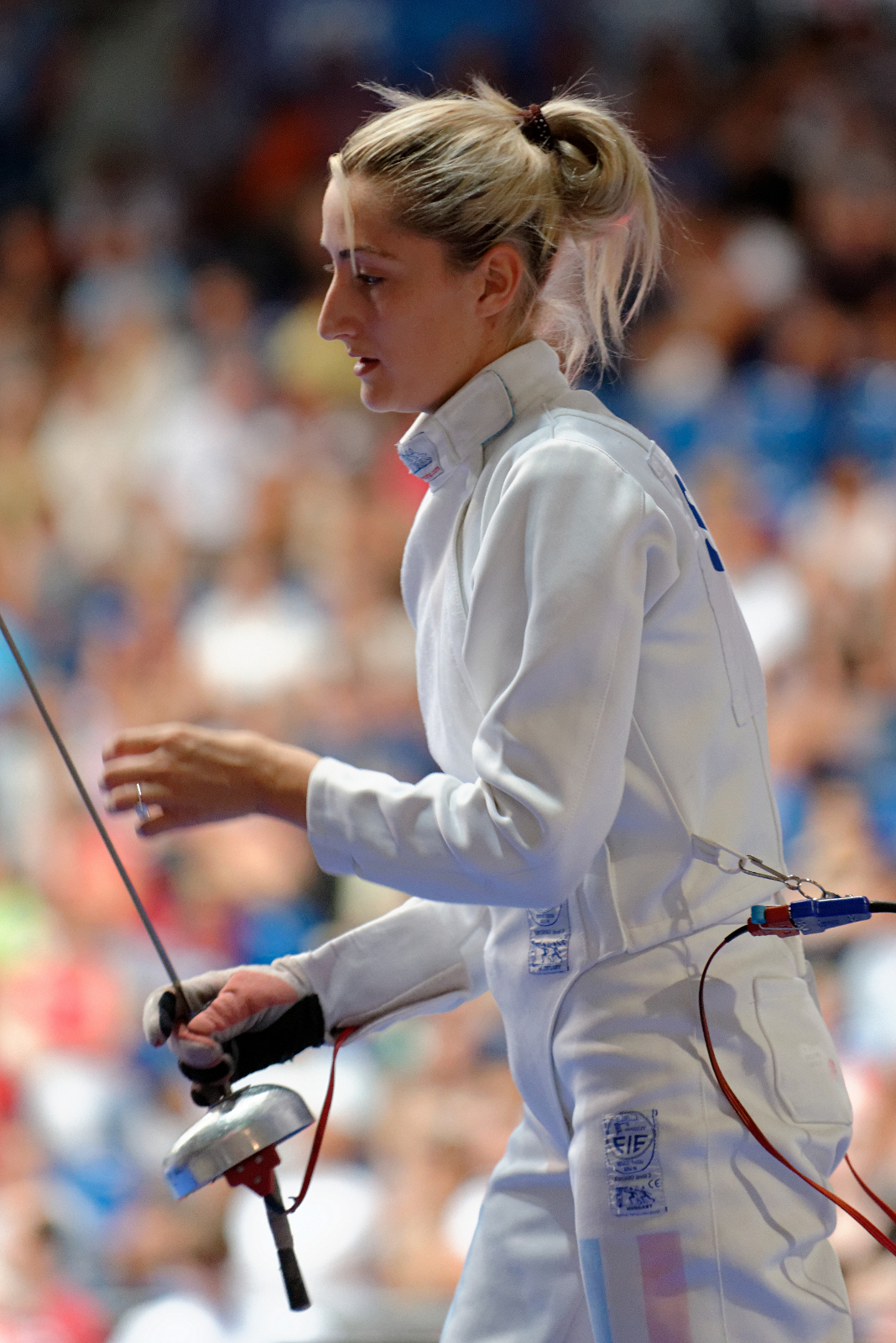
Raluca Sbîrcia

- Raluca Sbîrcia (n. 1989), scrimeră;
- Ionuț Stancu (n. 1983), fotbalist;
- Ovidiu Stîngă (n. 1972), fotbalist;
- Eustațiu Stoenescu (1884 - 1957), pictor;

## Ș
- Francisc Șirato (1877 - 1953), pictor, grafician;
- Claudia Ștef (n. 1978), atletă.

## T

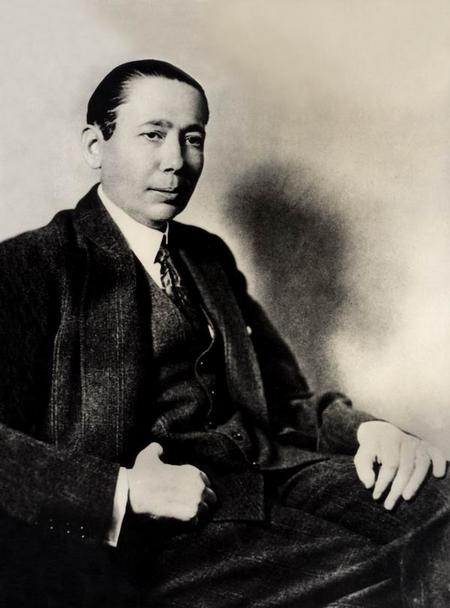
Nicolae Titulescu

- Nicolae Titulescu (1882 - 1941), diplomat, om politic, fost președinte al Ligii Națiunilor, membru titular al Academiei Române;

## Ț
- Ion Țuculescu (1910 - 1962), medic, pictor.
- Romică Țociu (n. 1962), actor

## U
- Monica Ungureanu (n. 1988), judoka;
- Nicolae Ungureanu (n. 1956), fotbalist.

## V
- Robert Vancea (n. 1976), fotbalist;
- Lia Olguța Vasilescu (n. 1974), om politic, ministru, fost primar al Craiovei;

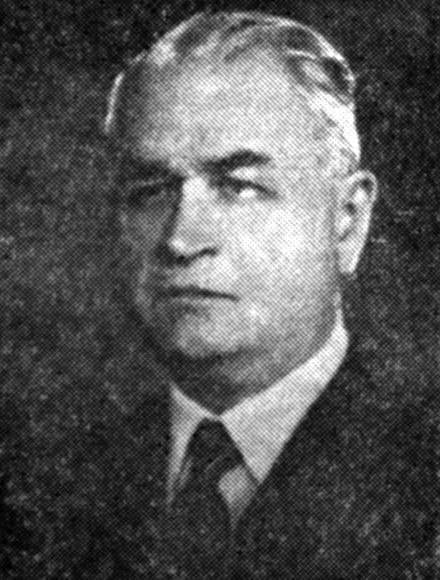
Nicolae Vasilescu-Karpen

- Nicolae Vasilescu-Karpen (1870 - 1964), om de știință, inginer, inventator, membru titular al Academiei Române;
- Amilcar Vasiliu (1900 - 1994), inginer agronom, membru titular al Academiei Române;
- Robert Văduva (n. 1992), fotbalist;
- Alex Velea (n. 1984), cântăreț, compozitor;
- Radu Voinea (1923 - 2010), inginer, profesor universitar, membru și fost președinte al Academiei Române.

## Z
- Violeta Zamfirescu (1920 - 2006), scriitoare;
- Valeriu Ștefan Zgonea (n. 1967), politician, fost președintele al Camerei Deputaților.

## Alte persoane legate de municipiul Craiova
- Petrache Poenaru (1799 - 1875), pedagog, inventator (a brevetat primul toc rezervor din lume), inginer și matematician român, membru titular al Academiei Române;
- Alexandru Macedonski (1854 - 1920), poet;
- Gheorghe Țițeica (1873 - 1939), matematician; născut la Drobeta-Turnu Severin, a urmat liceul la Craiova;
- Antonie Solomon (n. 1955), om politic, fost primar al Craiovei;
- Constantin C. Neamțu (1868 - 1962), om politic, senator, fost primar al Craiovei;
- Gheorghe Chițu (1828 - 1897), om politic, publicist, membru titular al Academiei Române, primul primar al Craiovei;
- Vasile Bulucea (1931 - 2008), fost ministru, fost primar al Craiovei.

## Vezi și
- Lista cetățenilor de onoare ai municipiului Craiova